# Lasioglossum hemileucospilum
Lasioglossum hemileucospilum is een vliesvleugelig insect uit de familie Halictidae. De wetenschappelijke naam van de soort is voor het eerst geldig gepubliceerd in 1937 door Cockerell.